# Нижние Яуши
Ни́жние Я́уши (чув. Анат Явăш — деревня в Ядринском районе Чувашской Республики. Входит в состав Николаевского сельского поселения.

## География
Находится в западной части Чувашии, на расстоянии приблизительно 21 км на юго-восток по прямой от районного центра города Ядрин на левобережье речки Выла.

## История
Известна с 1795 года как выселок деревни Яушева (ныне село Николаевское), когда здесь было учтено 9 дворов и 109 жителей. В 1858 году было учтено 203 жителя, в 1906 — 62 двора, 322 жителя, в 1926 — 67 дворов, 314 жителей, в 1939—359 жителей, в 1979—223. В 2002 году было 53 двора, в 2010 — 39 домохозяйств. В 1931 году был образован колхоз «Выла», в 2010 действовал СХПК «Выльский».

## Население
Постоянное население составляло 110 человек (чуваши 99 %) в 2002 году, 99 в 2010.